# Râul Valea Rusului
Râul Valea Rusului este un curs de apă, afluent al râului Bistrița. 